# Rotació de la constel·lació

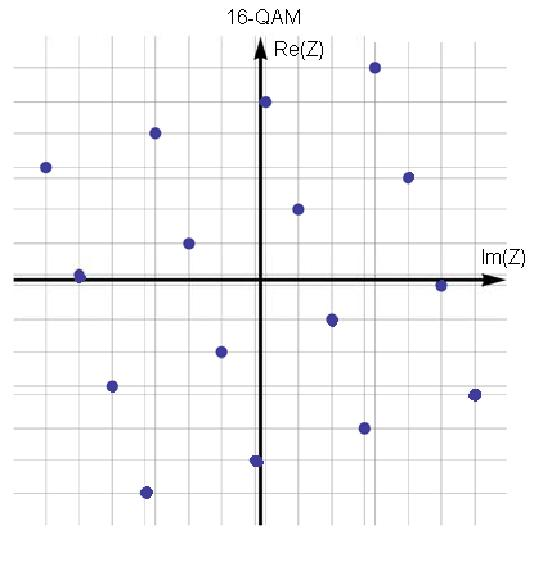
Figura 1.Diagrama de constel·lació 16-QAM girada

Tècnica utilitzada en la modulació digital, bàsicament en les modulacions QPSK i MQAM, que aconsegueix millores en la robustesa (disminució de l'error de símbol) i l'eficiència de la transmissió a partir de girar les constel·lacions de símbols originals en un angle determinat. La idea bàsica és que els símbols puguin reconstruir-se a partir del valor d'un únic eix de la constel·lació, de manera que si es perd el valor de l'altre eix durant la transmissió, encara puguem reconstruir el símbol transmès.

## Explicació

### Errors en recepció de les modulacions originals.

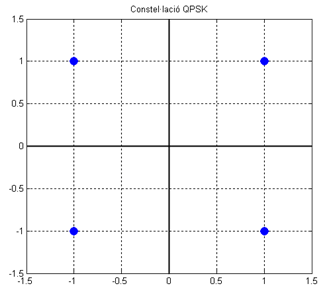
Figura 2.Constel·lació QPSK original.

Moltes modulacions digitals, com la de la figura (2), utilitzen una modulació en quadratura per a generar els símbols. En concret, i per a una freqüència de portadora {\displaystyle f_{c}}, es poden expressar els pols de sortida de l'emissor com :
{\displaystyle s(t)=\sum _{i={-\infty }}^{+\infty }a_{i}{p(t-iTs)}cos(2\pi f_{c}t)+\sum _{i={-\infty }}^{+\infty }b_{i}{p(t-iTs)}sin(2\pi f_{c}t).}
on p(t) és el pols conformador i és =
{\displaystyle x(t)={\begin{cases}1,&{\mbox{si }}0<t<Ts\\0,&{\mbox{si }}otros\end{cases}}\!}
i
{\displaystyle a_{i}=\pm 1}
{\displaystyle b_{i}=\pm 1}
Aquests valors són transmesos com un únic nombre complex i el demodulador decideix a partir d'aquest nombre a quin símbol corresponen dintre de la constel·lació.
Es poden interpretar aquestes modulacions com dues modulacions d'amplitud variable (ASK) independents transmeses en paral·lel, una en el canal en fase (I) i l'altra en el de quadratura (Q).
Vist d'aquesta manera, s'observa que en recepció es necessiten els valors tant d'I com de Q per a una correcta detecció del símbol, ja que l'estimació del valor d'I no ens dona informació sobre el valor de Q i viceversa, i en conseqüència si es produïx un error en recepció en algun dels canals no podrem recuperar el símbol correctament.

### Perquè rotar la constel·lació. Augment de correlació entre canals.
Com s'ha vist anteriorment, l'objectiu és fer que les transmissions dels dos canals no siguin independents entre si, augmentant així la correlació entre aquests. Com a solució a aquest problema es va idear la rotació de la constel·lació.
Podem veure en la figura (3) com si anteriorment teníem 4 valors d'amplitud (PAM o Pulse Amplitude Modulation) per a cada eix, ara hi ha 16 per a cada eix, de manera que el 16-QAM rotat s'assembla a un 256-QAM. Intuïtivament, s'entén que si durant la transmissió perdéssim el valor d'un dels eixos, amb el valor de l'altre eix ja tindríem suficient per a poder determinar una posició dintre de la constel·lació.
En aquest cas, el valor d'I si que ens dona informació sobre el valor de Q i viceversa, tot i que amb menys seguretat.
Un exemple de com obtenir aquesta rotació ho veiem en la figura (4).

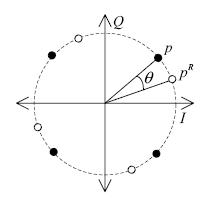
Figura 4. Angle de rotació en QPSK

Els punts {\displaystyle p^{R}} i p es poden relacionar de la següent forma:
{\displaystyle {\begin{bmatrix}p^{R}i&p^{R}q\end{bmatrix}}={\begin{bmatrix}pi&pq\end{bmatrix}}\times {\begin{bmatrix}cos(\theta )&-sin(\theta )\\sin(\theta )&cos(\theta )\end{bmatrix}}}
On {\displaystyle \theta } és l'angle de rotació.
Podem expressar doncs els punts a cada eix com:
{\displaystyle x_{i}=a_{i}cos(\theta )+b_{i}sin(\theta )}
{\displaystyle y_{i}=-(a_{i})sin(\theta )+b_{i}cos(\theta )}
i per tant el nou pols de sortida de l'emissor s'expressaria com:
{\displaystyle s(t)=\sum _{i={-\infty }}^{+\infty }x_{i}{p(t-iTs)}cos(2\pi f_{c}t)+\sum _{i={-\infty }}^{+\infty }ky_{i}{p(t-iTs)}sin(2\pi f_{c}t).}
S'han fet càlculs, i s'ha arribat a la conclusió que existeixen angles òptims per a cada constel·lació. Aquests angulos es mostren en la següent taula:
| Mod.                           | QPSK | 16QAM | 64QAM | 256QAM     |
| ------------------------------ | ---- | ----- | ----- | ---------- |
| {\displaystyle \theta } grados | 29.0 | 16.8  | 8.6   | atan(1/16) |

El valor K mostrat en la fórmula anterior correspon a un retard temporal en el canal de quadratura i la seva funció s'explica a continuació.

## Retard del canal en quadratura. Entrellaçat.
Un cop hem generat els símbols segons la nova constel·lació girada, no tindria sentit enviar-los al mateix temps, ja que si una interferència ocorregués durant la transmissió, afectaria als dos símbols per igual i tot aquest procés no tindria sentit, en el receptor no podríem reconstruir el símbol. En conseqüència, és vital separar els dos components de manera que el soroll els afecti de manera diferent a cadascun i tinguem més possibilitats de rebre almenys una part del símbol bé, ja que gràcies a la rotació amb aquesta única informació tindrem suficient.
Per a aconseguir aquesta separació entre canals s'utilitza un entrellaçat coordinat que separa de forma distinta els valors segons el canal, de manera que sempre el canal Q estarà desfasat un temps de pols pel que fa al canal I. Dit de forma senzilla, s'introduïx un retard d'un temps de pols en el canal de quadratura, retard que correspon a la k de la fórmula anterior.
Es important remarcar que aquest pas és vital per al bon funcionament del sistema i que tota rotació de la constel·lació requereix també d'un retard en el canal de quadratura.

## Conclusions

### Millores en l'error de símbol.
Com es pot observar a la figura (7), s'aconsegueixen bones disminucions en la probabilitat d'error de símbol en recepció per a una mateixa relació senyal-soroll. S'observa que com més grans són els valors de relació senyal-soroll, més eficaç és la rotació de la constel·lació. Per tant, en un canal sorollós, la utilització d'aquesta tècnica ens permetrà tenir mes robustesa i en la transmissió de senyals audiovisuals podrem reduir el SNR (Signal-Noise Ratio) mínim necessari.

### Complexitat computacional.
Aquesta tècnica té el seu costat negatiu en la ocmplexitat computacional de càlcul.
Si en una constel·lació original el càlcul per a cada bit de la constel·lació era:
ara és:
Segons aquests valors, la complexitat computacional d'una constel·lació rotada es multiplica per un factor de {\displaystyle {\sqrt {2^{m}}}} respecte a les constel·lacions originals. Així doncs, quants més símbols tingui la constel·lació, més complexitat. Aquesta complexitat comporta un cost en la construcció i canvi de demoduladors que puguin realitzar aquest càlculs.

## Aplicacions
Aquesta tècnica és de recent desenvolupament i el seu ús està centrat en el camp de les telecomunicacions. La forma mes comuna la trobem en el nou estàndard per a la difusió terrestre DVB-T2, que utilitza constel·lacions rotadas.